# Salón de la Fama del Metal
El Salón de la Fama del Metal (en inglés: Metal Hall of Fame) es una organización sin ánimo de lucro dedicada a premiar a las bandas, músicos y ejecutivos de la industria por su contribución al rock y heavy metal. Fue fundado en 2016 por el batería Pat Gesualdo del programa estadounidense D.A.D. (Drums and Disabilities), quien había colaborado además en compañías discográficas como Columbia, RCA y Atlantic. Con la idea de preservar «el legado de esos legendarios músicos de metal que a menudo son olvidados», la primera ceremonia de entrega de premios se realizó el 18 de enero de 2017 en Anaheim (California).
El proceso de nominación y selección las realiza un comité de nominaciones, que está integrado por músicos y ejecutivos de sellos discográficos. No obstante, los fans también pueden participar de él rellenando un formulario en línea, tanto para proponer y votar. La etapa de nominación se cierra en septiembre de cada año y las personas o grupos que tengan la mayor cantidad de votos son ingresados o participan personalmente en la gala llamada El Salón de la Historia del Heavy Metal. En las primeras cuatro ediciones, esta se llevó a cabo en enero en algún recinto de Anaheim, sin embargo, la de 2021 se tuvo que suspender debido a contingencia de la pandemia de COVID-19. A pesar de aquello, en agosto Gesualdo confirmó la realización de la quinta versión a través de streaming para septiembre de 2021. Luego de la edición de 2022, en que solo se incluyó a tres artistas, el evento volvió a los escenarios a partir de la de 2023.

## Contexto
El Salón de la Fama del Metal fue creado en 2016 por el batería Pat Gesualdo y es parte de la organización sin ánimo de lucro D.A.D. (Drums and Disabilities), cuyo propósito es ayudar a niños y a adultos de todo el mundo con discapacidades motoras. Además, Gesualdo ya había colaborado con las compañías Columbia, Atlantic, RCA y Paramount Pictures, y por consiguiente con algunas bandas de rock y heavy metal como Kiss, Deep Purple, Quiet Riot, Halford y Symphony X, entre otras. Con la idea de preservar «el legado de esos legendarios músicos de metal que a menudo son olvidados» en palabras del fundador, el 18 de enero de 2017 se realizó la primera ceremonia de premios titulada como El Salón de la Historia del Heavy Metal —en inglés: Hall of Heavy Metal History— en el Anaheim Expo Center de Anaheim (California). Desde entonces, la ceremonia de seleccionados se ha llevado a cabo en enero de cada año, salvo en 2021 y 2022.

## Proceso y criterios de nominación
El proceso de selección es supervisado por un comité de nominaciones, que está compuesto por músicos y ejecutivos de sellos discográficos. Para ser miembro, las personas deben tener al menos cinco años activos en la industria musical. Dicho comité emite los candidatos, aunque también los fans pueden presentar y votar por ellos a través de un formulario en línea en cualquier época del año. En septiembre las eventuales nominaciones son revisadas y contadas, el que tenga la mayor cantidad de votos en su respectiva categoría será incluida en la ceremonia de enero.
Los candidatos deben cumplir con determinados parámetros, entre ellos contar con un mínimo de diez millones de copias de discos/descargas vendidas a nivel mundial, poseer al menos veinte años de carrera y haber contribuido en una o varias bandas, en la industria y tener una participación social. Las categorías son: banda, vocalista, guitarrista, bajista, batería, teclista y representante de la industria musical, este incluye a los disc-jockey, productores, entre otros. Posteriormente, el salón agregó al proceso de selección otros parámetros a considerar como haber sido parte de los siguientes capítulos o subgéneros de la historia del metal: hard rock, thrash metal, speed metal, black metal, death metal, doom metal, power metal, heavy metal tradicional, nueva ola del heavy metal británico, hard rock de los setenta o proto-metal, metal americano de los noventa, crossover y músicos virtuosos.

## Ceremonias

### Primera edición

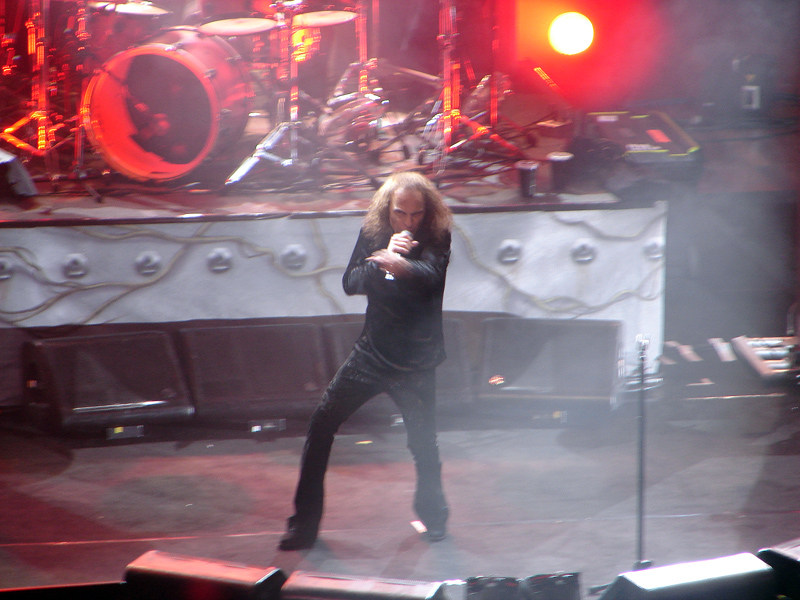
Ronnie James Dio fue uno de los primeros músicos en ser incluidos en el salón.

La primera versión de los premios se llevó a cabo el 18 de enero de 2017 en el Anaheim Expo Center de Anaheim (California). La ceremonia fue presidida por Eddie Trunk y contó con las presentaciones en vivo de Dio Disciples, Ross Boss Friedman, Budderside y Diamond Lane. Esta edición se elaboró en conjunto con Ronnie James Dio Stand Up and Shout Cancer Fund de la viuda de Ronnie James Dio, Wendy Dio. Todo el dinero recaudado de dicha gala se donó a la mencionada fundación. Ocho músicos, entre ellos los difuntos Ronnie James Dio, Lemmy Kilmister y Randy Rhoads, la banda Scorpions, la discográfica Metal Blade Records, el empresario Andy Zildjian (presidente de la fábrica de platillos Sabian) y el restaurante y bar del Sunset Strip de Los Ángeles, Rainbow & Bar Grill, fueron los primeros incorporados en el salón. Cabe señalar que en la ceremonia se rindió un homenaje a Quiet Riot, por ser la primera banda de heavy metal en posicionar un álbum en el número uno de la lista estadounidense Billboard 200.
| Hall of Heavy Metal History 2017 | Hall of Heavy Metal History 2017                                                                    |
| Nombre                           | Notas                                                                                               |
| -------------------------------- | --------------------------------------------------------------------------------------------------- |
| Andy Zildjian                    | Empresario y presidente de Sabian                                                                   |
| Don Airey                        | Teclista y compositor británico.                                                                    |
| Frankie Banali                   | Batería y compositor estadounidense.                                                                |
| Lemmy Kilmister                  | Bajista, vocalista y compositor británico. Todd Singerman, mánager de Motörhead, recibió el premio. |
| Metal Blade Records              | Sello discográfico estadounidense. Brian Slagel, fundador y propietario, recibió el premio.         |
| Rainbow & Bar Grill              | Restaurante y bar de Los Ángeles. Su propietario Mikael Maglieri recibió el premio.                 |
| Randy Rhoads                     | Guitarrista y compositor estadounidense. Sus hermanas Kathy y Kelle Rhoads recibieron el premio.    |
| Ronnie James Dio                 | Vocalista y compositor estadounidense. Su viuda, Wendy Dio, recibió el premio.                      |
| Ross Boss Friedman               | Guitarrista y compositor estadounidense.                                                            |
| Rudy Sarzo                       | Bajista estadounidense.                                                                             |
| Scorpions                        | Banda alemana. El batería Mikkey Dee recibió el premio.                                             |
| Vinny Appice                     | Batería y compositor estadounidense.                                                                |

### Segunda edición

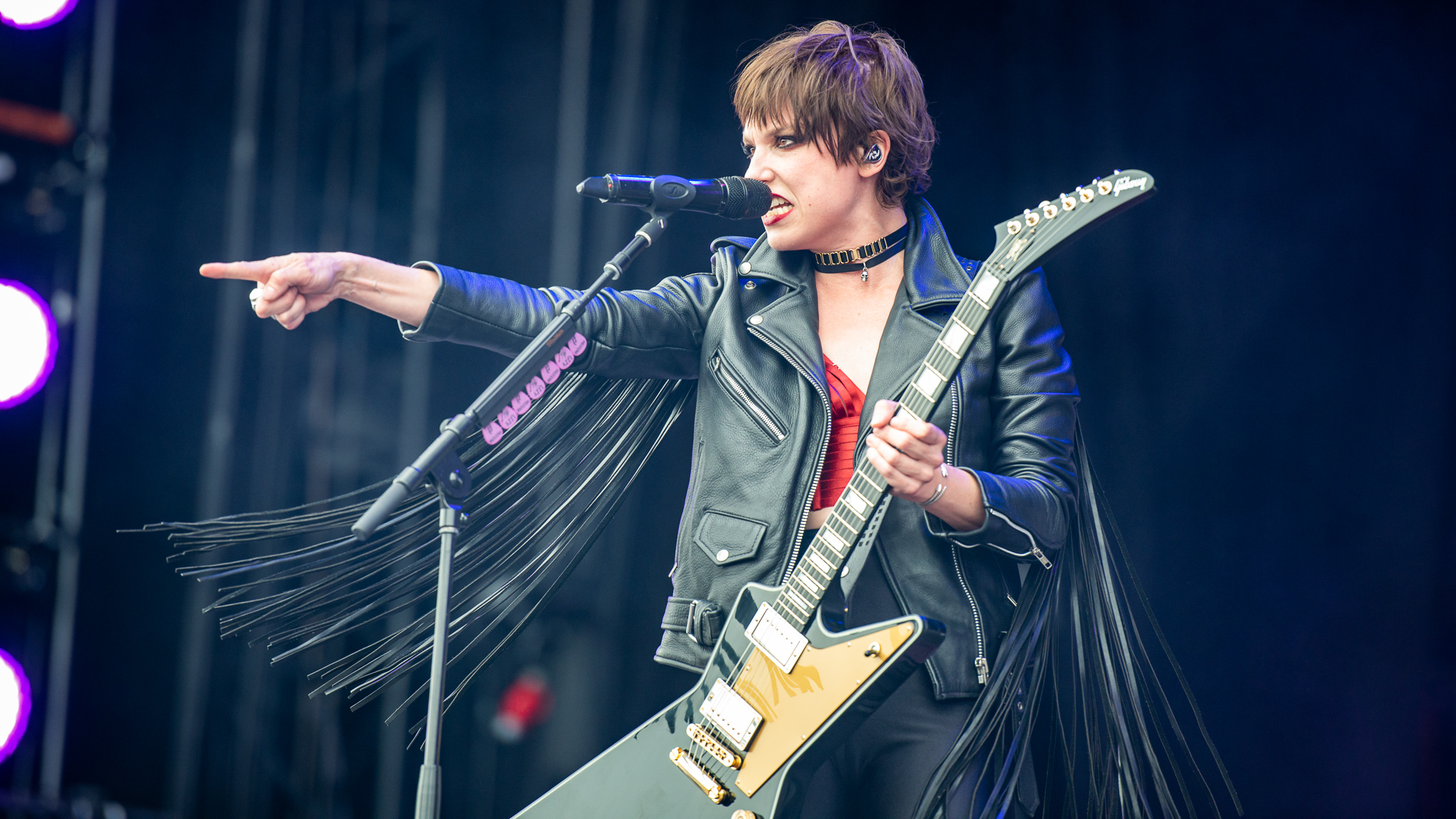
Lzzy Hale fue la primera artista femenina en ser incluida en el salón.

La segunda edición se realizó el 24 de enero de 2018 en el Wyndham Anaheim Garden Grove de Anaheim y contó con las presentaciones en vivo de Carmine & Vinny Appice Band y Budderside. Trece seleccionados fueron incluidos en el salón: siete músicos —entre ellos, el difunto Nick Menza— tres agrupaciones y los representantes de la industria musical estadounidense Munsey Ricci —presidente de la compañía de marketing Skateboard Marketing Ltd—, Sammy Ash —presidente de la cadena de instrumentos musicales Sam Ash Music— y Elliot Rubinson —dueño de la empresa Dean Guitars—. Adicionalmente, a través de un convenio con Wacken Open Air, el 2 de agosto se llevó a cabo una ceremonia especial para incluir a Judas Priest en la zona de backstage del festival, mientras que el 3 de agosto en el escenario principal se incluyó a la vocalista Doro.
| Hall of Heavy Metal History 2018 | Hall of Heavy Metal History 2018                                  |
| Nombre                           | Notas                                                             |
| -------------------------------- | ----------------------------------------------------------------- |
| Anvil                            | Banda canadiense.                                                 |
| Bill Ward                        | Batería y compositor británico.                                   |
| Billy Sheehan                    | Bajista y compositor estadounidense.                              |
| Carmine Appice                   | Batería estadounidense.                                           |
| Doro                             | Vocalista y compositora alemana.                                  |
| Elliot Rubinson                  | Empresario y dueño de Dean Guitars. Su familia recibió el premio. |
| Exodus                           | Banda estadounidense.                                             |
| Jordan Rudess                    | Teclista estadounidense.                                          |
| Judas Priest                     | Banda británica.                                                  |
| Lzzy Hale                        | Vocalista y compositora estadounidense.                           |
| Mike Chalsciak                   | Guitarrista y compositor polaco-estadounidense.                   |
| Munsey Ricci                     | Empresario y presidente de Skateboard Marketing Ltd.              |
| Nick Menza                       | Batería y compositor estadounidense.                              |
| Riot                             | Banda estadounidense.                                             |
| Sammy Ash                        | Empresario y presidente de Sam Ash Music.                         |

### Tercera edición

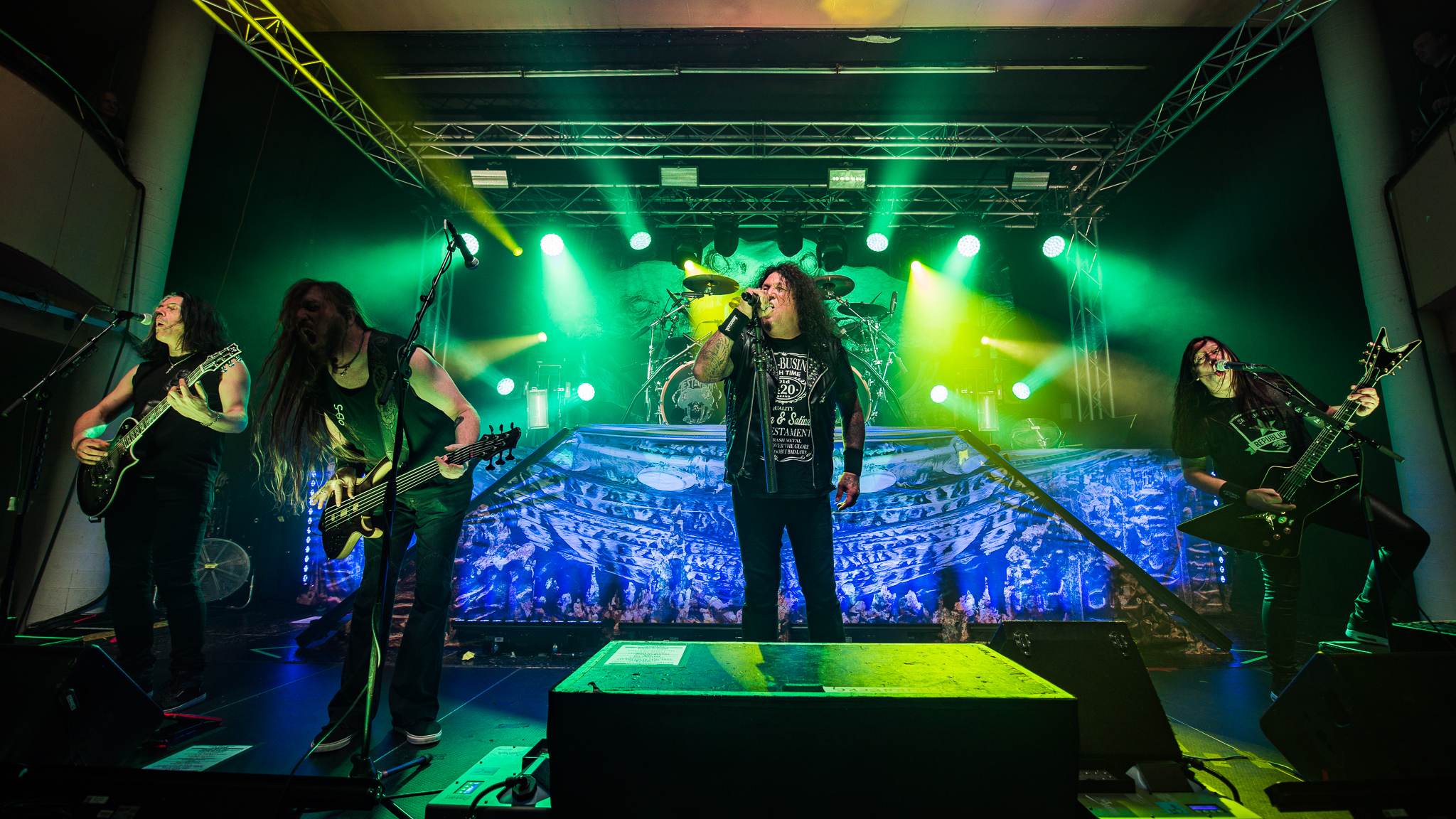
Testament fue una de las tres bandas incluidas en 2019.

El 23 de enero de 2019 se llevó a cabo la tercera versión de los premios en el Marriott Delta Garden Grove de Anaheim. Con la conducción de Eddie Trunk, el evento contó con las presentaciones en vivo de Budderside, Carmine Appice, Vinny Appice y Jack Beauvoir. Más de un mes antes, el 7 de diciembre de 2018, el salón incluyó al batería Lee Kerslake que por aquel entonces sufría una grave enfermedad y solo le quedaban un par de meses con vida. De acuerdo con Gesualdo la totalidad de las recaudaciones le fueron donadas para combatir su padecimiento. Además de Kerslake, se incorporaron a otros siete músicos, dos agrupaciones y a los representantes de la industria Jon y Marsha Zazula —fundadores de Megaforce Records— al productor Max Norman y a la radio de rock de Los Ángeles KLOS FM. Posteriormente, el 16 de mayo antes de iniciar una presentación en vivo en el Mohegan Sun Casino de Uncasville, Connecticut, también se añadió a la banda Uriah Heep. Dos meses después, en una ceremonia celebrada en el Heavy Montreal Festival también se incluyó a Anthrax.
| Hall of Heavy Metal History 2019 | Hall of Heavy Metal History 2019                                               |
| Nombre                           | Notas                                                                          |
| -------------------------------- | ------------------------------------------------------------------------------ |
| Anthrax                          | Banda estadounidense.                                                          |
| Bob Daisley                      | Bajista y compositor australiano. El guitarrista John Sykes recibió el premio. |
| David Ellefson                   | Bajista y compositor estadounidense.                                           |
| Frank Bello                      | Bajista y compositor estadounidense.                                           |
| Jeff Pilson                      | Bajista y compositor estadounidense.                                           |
| Jeff Scott Soto                  | Vocalista y compositor estadounidense.                                         |
| Jon Zazula y Marsha Zazula       | Empresarios y fundadores de Megaforce Records.                                 |
| KLOS FM                          | Radio de rock angelina. Celebración de su 50° aniversario.                     |
| Lee Kerslake                     | Batería y compositor británico.                                                |
| Lita Ford                        | Vocalista, guitarrista y compositora británica-estadounidense.                 |
| Max Norman                       | Productor e ingeniero de sonido británico.                                     |
| Mike Portnoy                     | Batería y compositor estadounidense.                                           |
| Saxon                            | Banda británica. El batería Nigel Glockler recibió el premio.                  |
| Uriah Heep                       | Banda británica. El guitarrista Mick Box recibió el premio.                    |
| Testament                        | Banda estadounidense.                                                          |

### Cuarta edición

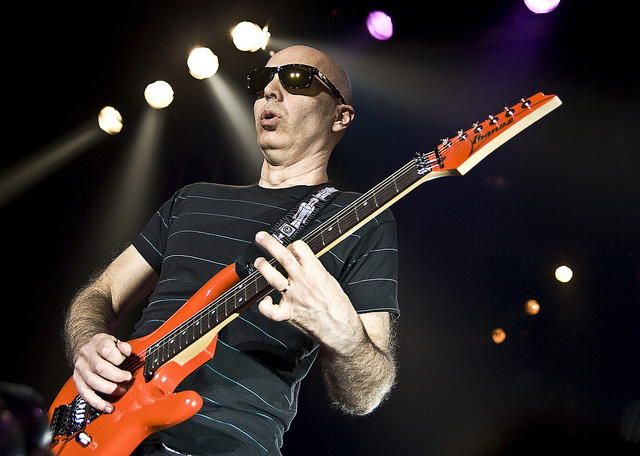
Joe Satriani fue uno de los siete músicos incluidos en 2020.

La cuarta edición se llevó a cabo el 15 de enero de 2020 en el Marriott Delta Garden Grove de Anaheim. El evento fue conducido por Eddie Trunk y Jes Fama del proyecto Almost Fama. Cabe destacar que esta fue la primera versión que se grabó y salió al aire a través del servicio Amazon Prime Video. Las ganancias de la gala se destinaron a los niños discapacitados residentes de algunos hospitales y centros comunitarios de los Estados Unidos a través de la organización D.A.D. En total, siete músicos —tres guitarristas y cuatro vocalistas—, dos agrupaciones —Metal Church y Prong— y el promotor musical y dueño de Stone City Attractions Jack Orbin, fueron los nuevos incorporados en el salón.
| Hall of Heavy Metal History 2020 | Hall of Heavy Metal History 2020                                |
| Nombre                           | Notas                                                           |
| -------------------------------- | --------------------------------------------------------------- |
| Chris Poland                     | Guitarrista estadounidense.                                     |
| Don Dokken                       | Vocalista, guitarrista y compositor estadounidense.             |
| Geoff Tate                       | Vocalista y compositor estadounidense.                          |
| Graham Bonnet                    | Vocalista y compositor británico.                               |
| Jack Orbin                       | Promotor musical y dueño de la promotora Stone City Attractions |
| Joe Satriani                     | Guitarrista, compositor y productor estadounidense.             |
| Metal Church                     | Banda estadounidense.                                           |
| Prong                            | Banda estadounidense.                                           |
| Stephen Pearcy                   | Vocalista, compositor y productor estadounidense.               |
| Steve Vai                        | Guitarrista y compositor estadounidense.                        |

### Quinta edición

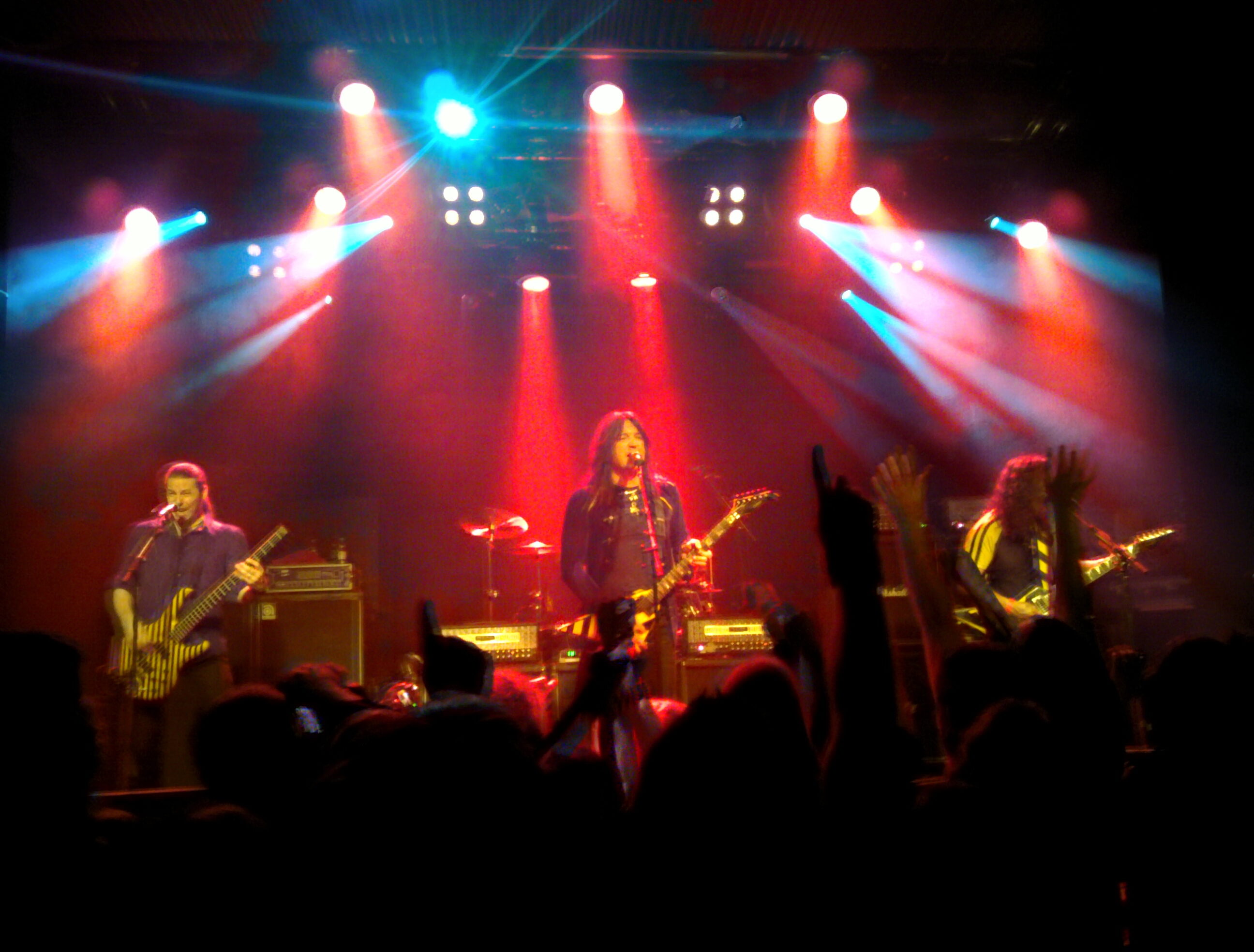
Stryper fue una de las dos bandas incluidas en la quinta edición.

Debido a la contingencia de la pandemia de COVID-19 el evento anual de enero se tuvo que cancelar porque no había recintos disponibles. No obstante, Gesualdo en ese mismo mes confirmó que de alguna manera se realizaría y anunció al primer seleccionado, el fotógrafo estadounidense Mark Weiss. Finalmente, en agosto se confirmó la quinta edición, que se realizó mediante streaming el 12 de septiembre y contó con la conducción de Cathy Rankin. Cinco músicos, —entre ellos dos exintegrantes de Kiss y dos de Iron Maiden— dos agrupaciones —Stryper y Triumph— y cuatro representantes de la industria, entre ellos los mánagers estadounidenses Bill Aucoin y Doc McGhee, fueron incluidos.
| Hall of Heavy Metal History 2021 | Hall of Heavy Metal History 2021              |
| Nombre                           | Notas                                         |
| -------------------------------- | --------------------------------------------- |
| Bill Aucoin                      | Mánager estadounidense.                       |
| Bruce Kulick                     | Guitarrista y compositor estadounidense.      |
| Blaze Bayley                     | Vocalista y compositor británico.             |
| Derek Riggs                      | Artista británico, creador de Eddie the Head. |
| Doc McGhee                       | Mánager estadounidense.                       |
| Eric Carr                        | Batería estadounidense.                       |
| Mark Weiss                       | Fotógrafo estadounidense.                     |
| Marty Friedman                   | Guitarrista y compositor estadounidense.      |
| Paul Di'Anno                     | Vocalista y compositor británico.             |
| Stryper                          | Banda estadounidense.                         |
| Triumph                          | Banda canadiense.                             |

### Sexta edición
En 2022 la organización incluyó a tres artistas mientras realizaban sus respectivos conciertos. El 7 de mayo en el festival M3 de Columbia (Maryland) el salón sumó al vocalista Tony Harnell de la banda noruega TNT. Asimismo, el 28 de mayo, durante su presentación en el Maryland Deathfest incluyeron a la banda británica Onslaught, mientras que en junio a la canadiense Voivod. A diferencia de las ediciones anteriores, no hubo ceremonia de inclusión.
| Hall of Heavy Metal History 2022 | Hall of Heavy Metal History 2022      |
| Nombre                           | Notas                                 |
| -------------------------------- | ------------------------------------- |
| Onslaught                        | Banda británica.                      |
| Tony Harnell                     | Vocalista y compositor estadounidense |
| Voivod                           | Banda canadiense.                     |

### Séptima edición

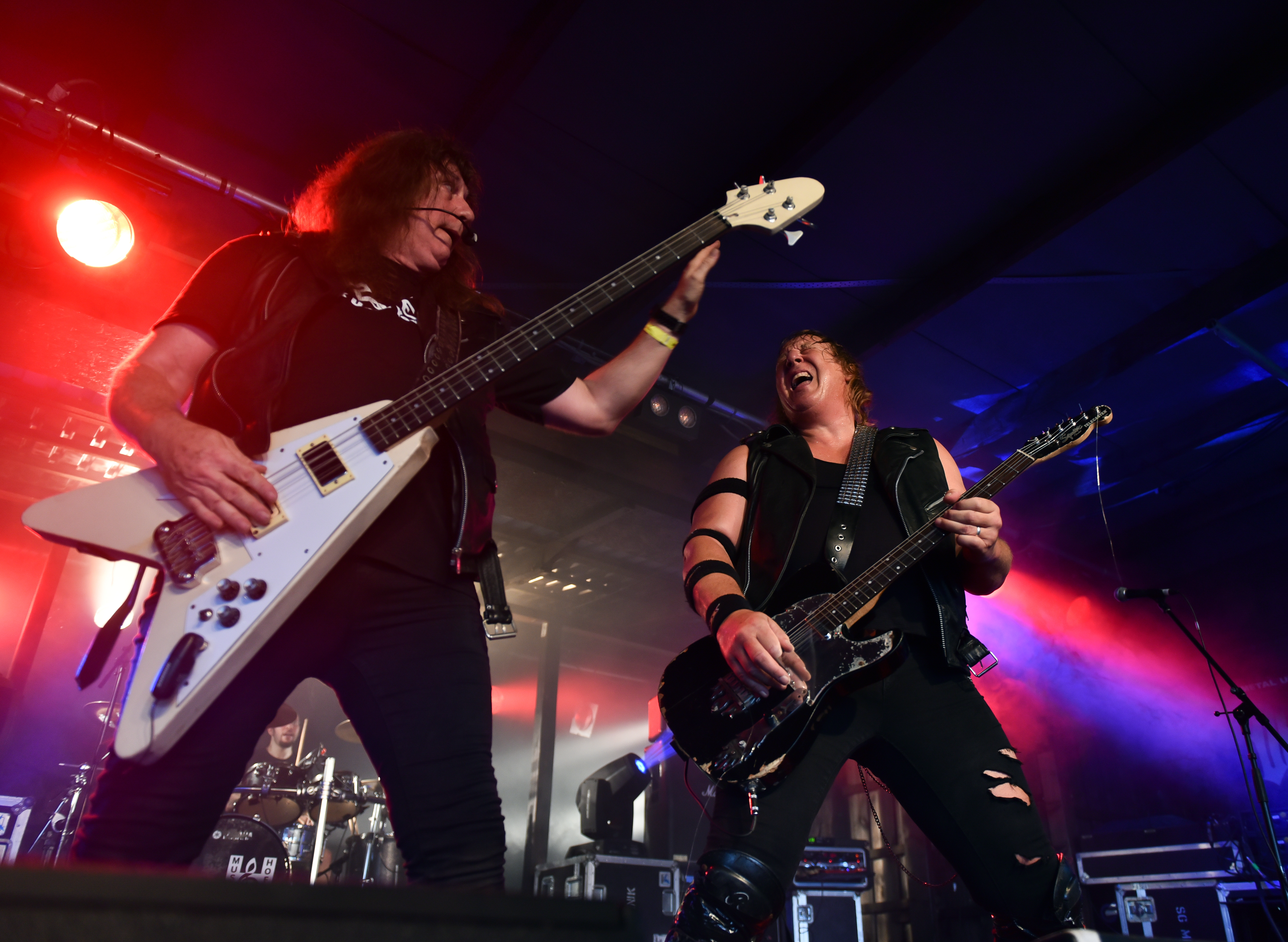
Raven fue uno de los cinco inducidos en la ceremonia del 26 de enero de 2023

El 26 de enero de 2023 en el Canyon Club de Agoura Hills (California) y con la coanimación de Eddie Trunk y Cathy Rankin, se realizó la ceremonia de inducción de la séptima edición, la primera después de dos años de ausencia. En esta oportunidad, se incorporaron las bandas Twisted Sister —que dio su primer concierto en seis años—, Raven, los guitarristas Chris Impellitteri y Doug Aldrich, y el vocalista Lou Gramm. Por su parte, el 20 de mayo en el recinto Terminal 5 de Nueva York, se incluyó a la banda Helloween, evento que contó la animación de Alissa White-Gluz de Arch Enemy.
| Hall of Heavy Metal History 2023 | Hall of Heavy Metal History 2023       |
| Nombre                           | Notas                                  |
| -------------------------------- | -------------------------------------- |
| Chris Impellitteri               | Guitarrista estadounidense.            |
| Doug Aldrich                     | Guitarrista estadounidense.            |
| Helloween                        | Banda alemana.                         |
| Lou Gramm                        | Vocalista y compositor estadounidense. |
| Raven                            | Banda británica.                       |
| Twisted Sister                   | Banda estadounidense.                  |

### Octava edición
El 24 de enero de 2024 en el Delta Marriott Garden Grove de Anaheim (California) se realizó la ceremonia de inducción de la octava edición. Cabe señalar que fue anunciada como la séptima gala, puesto que en 2022 no hubo evento con público. La conducción quedó a cargo de Eddie Trunk y fue patrocinado por el whisky Blackened de Metallica. El espectáculo contó con las presentaciones en vivo de Kings of Thrash (conformada por David Ellefson, Chris Poland, Jeff Young, Chaz Leon y Fred Aching), Held Hostage, Deconstruct y London. En esta oportunidad, se incorporaron a Eddie Trunk por su cuadragésimo aniversario en la radio, a los vocalistas Sebastian Bach y Tim Owens, a los guitarristas Carlos Cavazo y Mick Mars, al sello discográfico Cleopatra Records, a la directora del documental The Decline of Western Civilization Part II: The Metal Years, Penelope Spheeris, la banda Biohazard y, de forma póstuma, al fallecido dueño de los clubes angelinos Whisky a Go Go y Rainbow Bar & Grill, Mikeal Maglieri.
| Hall of Heavy Metal History 2024 | Hall of Heavy Metal History 2024                               |
| Nombre                           | Notas                                                          |
| -------------------------------- | -------------------------------------------------------------- |
| Biohazard                        | Banda estadounidense.                                          |
| Carlos Cavazo                    | Guitarrista estadounidense.                                    |
| Cleopatra Records                | Sello discográfico estadounidense.                             |
| Eddie Trunk                      | Periodista y presentador radial estadounidense.                |
| Mick Mars                        | Guitarrista estadounidense. Participó por medio de un video.   |
| Mikeal Maglieri                  | Empresario estadounidense.                                     |
| Penelope Spheeris                | Directora y productora de cine estadounidense.                 |
| Sebastian Bach                   | Vocalista y compositor estadounidense. Inducido por Wendy Dio. |
| Tim Owens                        | Vocalista y compositor estadounidense.                         |

### Novena edición
El 22 de enero de 2025 se realizó en el Grand Theater de Anaheim (California) la ceremonia de inducción de la novena edición. La conducción del evento quedó a cargo de Eddie Trunk y Cathy Rankin, y contó con las presentaciones en vivo de Jeff Young, Kill Devil Hill y una banda jam que cerró la jornada. En esta ocasión, se incorporaron a los guitarristas Dimebag Darrell (en conmemoración a los veinte años de su fallecimiento), Doyle Wolfgang von Frankenstein y Jeff Young, los vocalistas Alissa White-Gluz y Burton C. Bell, al baterista Rikki Rockett, la radio angelina KNAC Radio y la banda Dangerous Toys.
| Hall of Heavy Metal History 2025 | Hall of Heavy Metal History 2025 |
| Nombre                           | Notas                            |
| -------------------------------- | -------------------------------- |
| Alissa White-Gluz                | Vocalista canadiense             |
| Burton C. Bell                   | Vocalista estadounidense         |
| Dangerous Toys                   | Banda estadounidense             |
| Dimebag Darrell                  | Guitarrista estadounidense       |
| Doyle Wolfgang von Frankenstein  | Guitarrista estadounidense       |
| Jeff Young                       | Guitarrista estadounidense       |
| KNAC Radio                       | Radio angelina                   |
| Rikki Rockett                    | Baterista estadounidense         |